# Carmen Mondragón
María del Carmen Mondragón Valseca, également connue sous le nom de Nahui Olin, née le 8 juillet 1893 à Tacubaya (Mexico) et morte le 23 janvier 1978 à Mexico, est une peintre et poétesse mexicaine.
Fille du général Manuel Mondragón, Carmen Mondragón naît au sein d'une riche famille du Porfiriat, à la fin du XIXe siècle. Rubí de María Gómez fait remarquer qu'elle aurait pu aborder les idées féministes et même mentionner l'influence de l'idéologie de Mary Wollstonecraft. La philosophe María Cecilia Rosales souligne même que le fait qu'elle se soit auto-représentée dans sa peinture correspond à sa connaissance du féminisme mexicain et anglo-saxon qui l'a poussée à explorer sa créativité.

## Biographie

### Enfance et jeunesse
Cinquième fille du général porfirien Manuel Mondragón et Mercedes Valseca, elle a appartenu à la bourgeoisie mexicaine de la fin du XIXe siècle. Sa mère lui a enseigné à jouer du piano et à écrire dès son plus jeune âge. Sur commission de son père, qui concevait des armes, toute la famille est mutée à Paris lorsqu'elle avait quatre ans, et y a vécu pendant huit ans. Dans cette ville, elle a étudié au cours d'un stage où elle appris aussi divers arts, comme la danse classique, la peinture, la littérature et le théâtre.
Au passage à l'adolescence, Carmen Mondragón est revenue à Mexico et quelques années plus tard a rencontré Manuel Rodríguez Lozano, qui était cadet à cette époque, et avec qui elle contracta mariage en 1913. Ensemble ils sont allés vivre à Paris où ils cohabitent avec des artistes comme Diego Rivera, Georges Braque, Henri Matisse et Pablo Picasso. Au début de la Première Guerre mondiale, la famille Mondragón se réfugie à Saint-Sébastien (Espagne) où le couple commence à peindre. C'est dans ce même endroit que l'on pense que son fils unique est né, qui est apparemment mort d'asphyxie ou mort au berceau. La relation n'a pas prospéré quand ils sont retournés au Mexique en 1921. Ils se sont séparés après qu'elle connût le Docteur Atl et l'homosexualité de son époux (qui a ensuite maintenu une relation avec Antonieta Rivas Mercado), dont elle divorce en 1922.

### Retour au Mexique
En 1921, elle retourne à Mexico et elle s'imprègne de la vie artistique du pays, où elle se distingue par ses idées avancées et son attitude provocatrice. Elle a cohabité avec des personnages comme José Vasconcelos, Frida Kahlo, Xavier Villaurrutia, Dolores del Río, Guadalupe Marín (en), María Teresa Montoya, Tina Modotti, María Izquierdo, José Clemente Orozco, David Alfaro Siqueiros, Lupe Vélez et Salvador Novo. Elle est également modèle pour des peintures de Rosario Cabrera (en), pour la peinture murale La création de Diego Rivera, où elle apparaît en tant qu'Erato, la muse de la poésie érotique ; elle a aussi posé pour Jean Charlot et a réalisé des nus pour les photographes Edward Weston et Antonio Garduño. Mondragón faisait partie de ce groupe de femmes qui au cours des années 1920 et 1930 ont produit l'une des périodes les plus actives de la culture et de l'art au Mexique, et qu'Elena Poniatowska a baptisé Les sept cabris.
Cette même année, elle entame une relation qui durera cinq ans avec l'artiste plasticien Gerardo Murillo, mieux connu sous le nom de Docteur Atl, avec qui elle a vécu dans l'ancien couvent de La Merced. Il s'y conserve encore plus de deux cents lettres écrites par elle et plusieurs portraits qu'elle lui a fait. C'est à ce stade qu'elle prend le nom de Nahui Olin (mouvement à quatre temps ou mouvement perpétuel en nahuatl), en relation avec le renouvellement cyclique du calendrier méso-américain. Cette période fut la plus prolifique en production poétique et picturale dans la vie de l'artiste.
Dans le film La fabuleuse vie de Diego Rivera, Carmen Mondragón est mentionnée comme l'une des deux uniques femmes membres de l'Union révolutionnaire des ouvriers, techniciens, peintres, sculpteurs et similaires répandue en 1924 par La Machette, aux côtés de Carmen Foncerrada. En 1935, elle a aussi fondé la Ligue féministe de lutte contre les toxicomanies, qui cherchait éradiquer les vices qui, à son avis, ne permettaient pas le progrès du pays ; avec celle-ci, elle rejoint bientôt d'autres groupes qui recherchaient le vote féminin, l'égalité des droits avec les hommes, l'accès au travail avec le soutien de la maternité, le droit à posséder des terres, l'intégration des femmes autochtones et l'accès à l'éducation pour toutes les femmes.
Après avoir terminé sa relation avec le Docteur Atl, Mondragón rencontre le caricaturiste Matías Santoyo, avec qui elle voyage à Hollywood. Là, le directeur Rex Ingram lui propose d'apparaître dans un film, mais elle n'accepte pas parce qu'elle considère qu'il veut exploiter son image comme un symbole sexuel, en argumentant qu'avec le nu elle recherche plus une existence esthétique qui briserait les tabous en ce qui concerne le nu dans l'art.
À l'âge de quarante ans, elle rencontre le capitaine Eugenio Agacino, qui apparaît dans certains de ses tableaux. Avec lui, elle voyage à Cuba, en Espagne et en France, où elle participe à une exposition et donne des concerts de piano. Lorsqu'il meurt, apparemment d'indigestion de fruits de mer avariés ou d'un choc anaphylactique (ceci n'est pas clair), Carmen Mondragón se retire de la vie publique, en consacrant plus de temps à l'écriture qu'à la peinture. C'est alors qu'elle compose sa diatribe contre la théorie de la relativité d’Albert Einstein qu'elle intitula Énergie cosmique, son livre le plus étrange, mélange d'ensemble de poèmes, de réflexions, et d'assertions scientifiques.

### Dernières années
Au cours des dernières années de sa vie, Carmen Mondragón a vécu au centre de Mexico. Elle a subvenu en tant que professeur de peinture dans une école primaire et avec une bourse fournie par les Beaux-Arts.
Elle est décédée dans sa maison d'enfance à Tacubaya, le 23 janvier 1978.
Les restes funèbres de Carmen Mondragón reposent dans le Panthéon espagnol à Mexico. Dans la caserne Y, fosse 503, aux côtés de son frère et sa nièce.

### Dans la culture populaire
Durant l'année 2017, un film s'est déroulé sur la vie de Nahui Olin, réalisé par Gerardo Tort, avec un scénario écrit par lui-même et Marina Stavenhagen. Le film a été tourné dans le port de Veracruz et à Mexico. Le personnage de Carmen Mondragón est joué par Tessa Ia, Irene Azuela et Delia Casanova et celui du Dr. Atl par l'acteur Julio Bracho,.

## Peinture
Son œuvre picturale s'inscrit dans l'art naïf, qui se distingue par la spontanéité et l'ingéniosité. En plus de faire de multiples autoportraits, avec ses yeux verts caractéristiques, Carmen Mondragón a recréé des images typiques du Mexique, comme ses parcs, ses marchés ou les pulquerias. D'autres de ses œuvres sont caractérisées par son érotisme et son exploration de la sexualité.
Elle a participé à une exposition collective aux Beaux-Arts en 1945, aux côtés de peintres comme Pablo O'Higgins et José Clemente Orozco. Cependant, peu à peu, elle disparut de la scène artistique.
En 1993, à l'occasion du centenaire de sa naissance, s'est organisée l'exposition Nahui Olin, une femme des temps modernes dans le Musée-Étude Diego Rivera à Mexico.

## Poésie
L'un des thèmes les plus récurrents dans la poésie de Carmen Mondragón est la liberté corporelle des femmes, par lequel elle s'est avérée révolutionnaire pour son époque. Parmi les œuvres publiées dans sa vie se trouvent : Optique cérébrale, poèmes dynamiques (1922), Câlinement je suis dedans (1923), À dix ans sur mon pupitre (1924), Nahui Olin (1927) et Énergie cosmique (1937).
Durant l'année 2012, l'Université Autonome de Nouveau Léon a fait une compilation de ses œuvres sous le titre Nahui Olin : sans principe ni fin. Vie, œuvre et invention variée, où n'ont pourtant pas été publiées les œuvres inédites Une molécule d'amour et Totalité sexuelle du cosmos, ainsi qu'un recueil de poèmes dérivés de la mort d'Eugenio Agacino.